# ألان يونغ
ألان يونغ (بالإنجليزية: Allan Young)‏ (20 يناير 1941 في المملكة المتحدة - 2 ديسمبر 2009) هو لاعب كرة قدم بريطاني في مركزي قلب الدفاع والدفاع. لعب مع تشيلسي ونادي أرسنال ونادي توركي يونايتد ونادي ويمبلدون.

## وصلات خارجية
- ألان يونغ على موقع قاعدة بيانات كرة القدم.إي يو (الإنجليزية)